# Skjaldarhæð
Skjaldarhæð är en kulle i republiken Island. Den ligger i regionen Västlandet, 100 km nordost om huvudstaden Reykjavík. Toppen på Skjaldarhæð är 451 meter över havet.
Trakten runt Skjaldarhæð är nära nog obefolkad, med mindre än två invånare per kvadratkilometer. Det finns inga samhällen i närheten. Trakten runt Skjaldarhæð består i huvudsak av gräsmarker.